# 芙蓉街
芙蓉街位于山东省济南市历下区，南起繁华的泉城路中段，北到西花墙子街南口、济南府学文庙前，长432米，平均宽4.6米，为济南最为古老和繁华的综合性商业街道。芙蓉街得名于街中段路西的芙蓉泉，其街名的最早记载来自清乾隆三十六年（公元1771年）的《历城县志地域考》。

## 历史

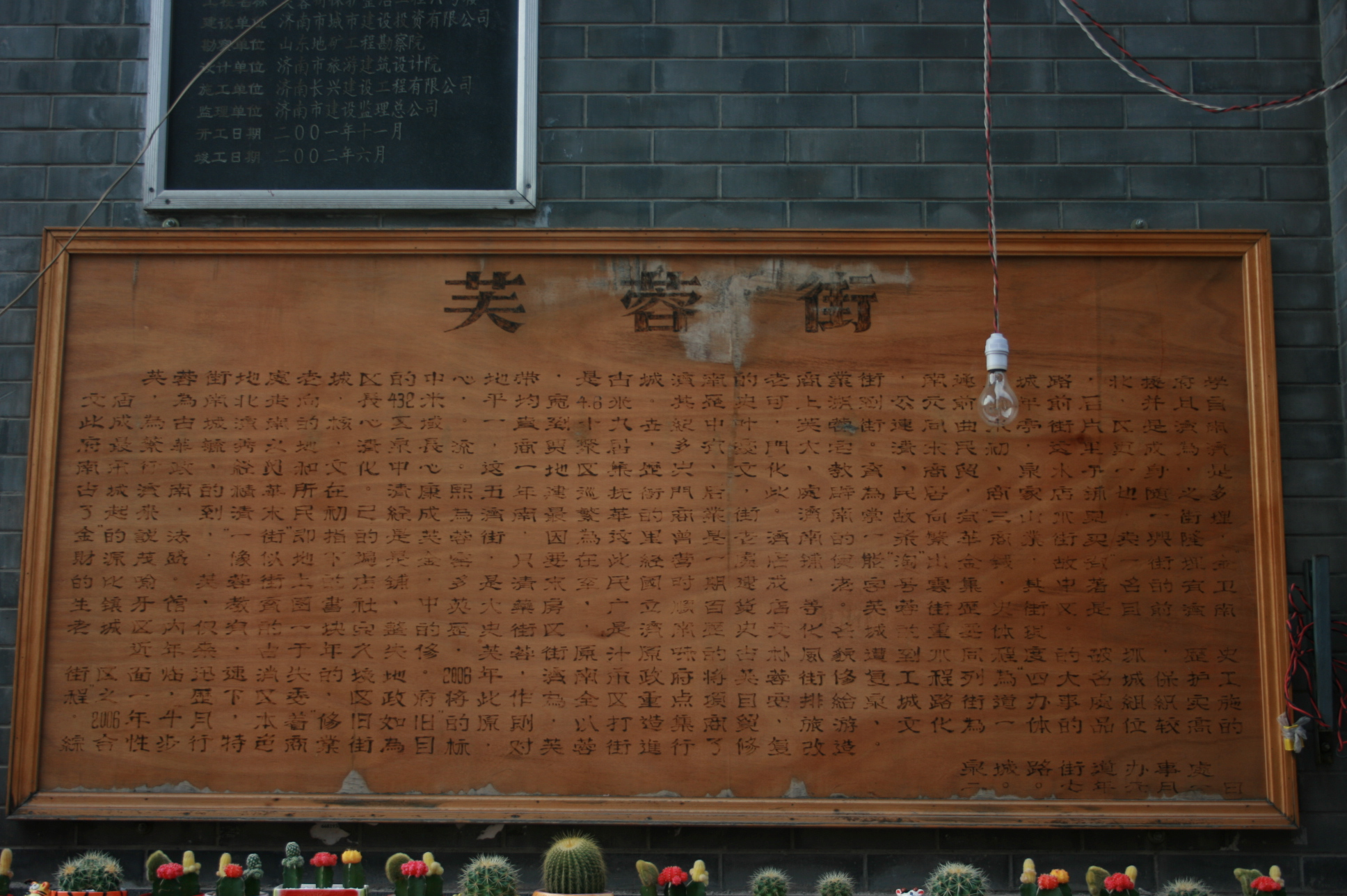
挂于街口的芙蓉街简介

芙蓉街地处济南老城区的中心地带，街道中间原为一条通向文庙泮池的溪水“梯云溪”，与“腾蛟泉”、“起凤桥”一样寓意士子们由此步入府学、青云直上。清康熙初年，在新建巡抚衙门时将原明代德王府西苑划出，芙蓉街路东民居逐渐聚集，不久梯云溪被部分改建为石板下的暗沟，以砖石砌壁、沙土铺底，该溪水温常年不变，且水流畅通，水质洁净，与溪边的民居形成了“小桥流水人家”的景致。

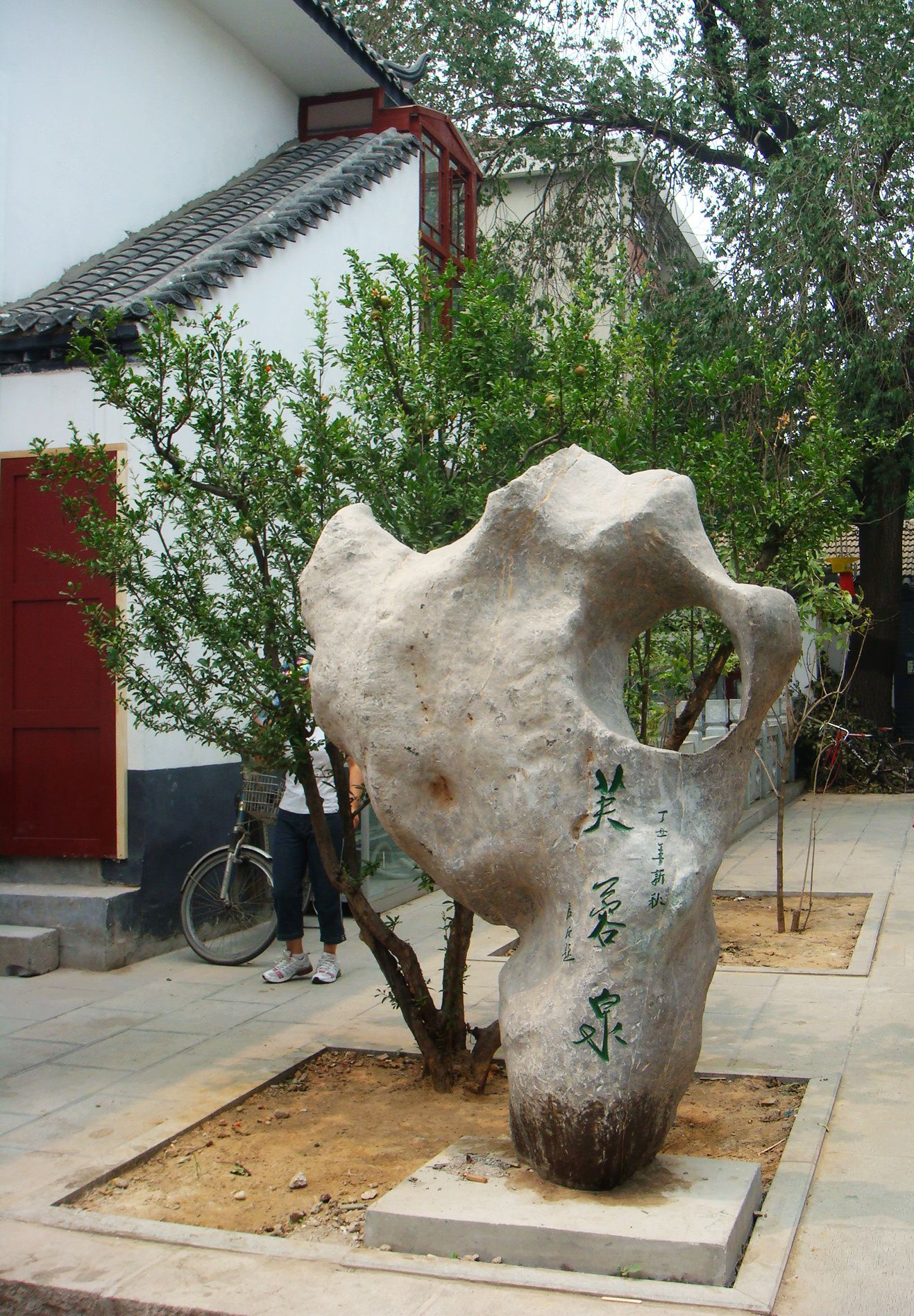
芙蓉泉风景石，该泉位于芙蓉街中段路西，因坐落于荷花掩映的湖畔而得名，在新评出的七十二名泉中列第二十一位。

从明代开始发展到清末，芙蓉街逐渐成为济南最繁华的商业街，沿街两侧布满了各类商家和作坊，它们多采用“前店后舍”的形式，成为明、清两代中国商业的典型缩影，其中聚集了济南大量的老字号，例如大成永鞋帽庄、玉谦旗袍店等。现存的店面多建于清末民初时期，这一时期的建筑以卫生镶牙馆、教育图书社、中英大药房、广立顺百货店等最为著名。

## 改造
在20世纪90年代芙蓉街一度衰落，其保护与整治计划始于1999年，2006年-2007年5月完成第一期改造（南段），二期改造（北段）开始于2008年5月，目前正在进行，主要整修关帝庙、火神庙等古建筑，以及改造芙蓉泉等历史名泉。
按照济南市的发展规划，芙蓉街将被打造成包含商贸、旅游、文化等元素的步行商业街，并与文庙、泉城路、曲水亭街、大明湖连成一片，以挖掘老济南所特有的文化和历史韵味，并打造“老城古街游”，但就芙蓉街的现状来看，餐饮业过于集中、单一，依然缺少真正与旅游、文化相关的内容。有观点认为芙蓉街的仿古式改造在一定程度上破坏了济南的城市文化和文脉，“这是在毁掉历史”。

## 图片库

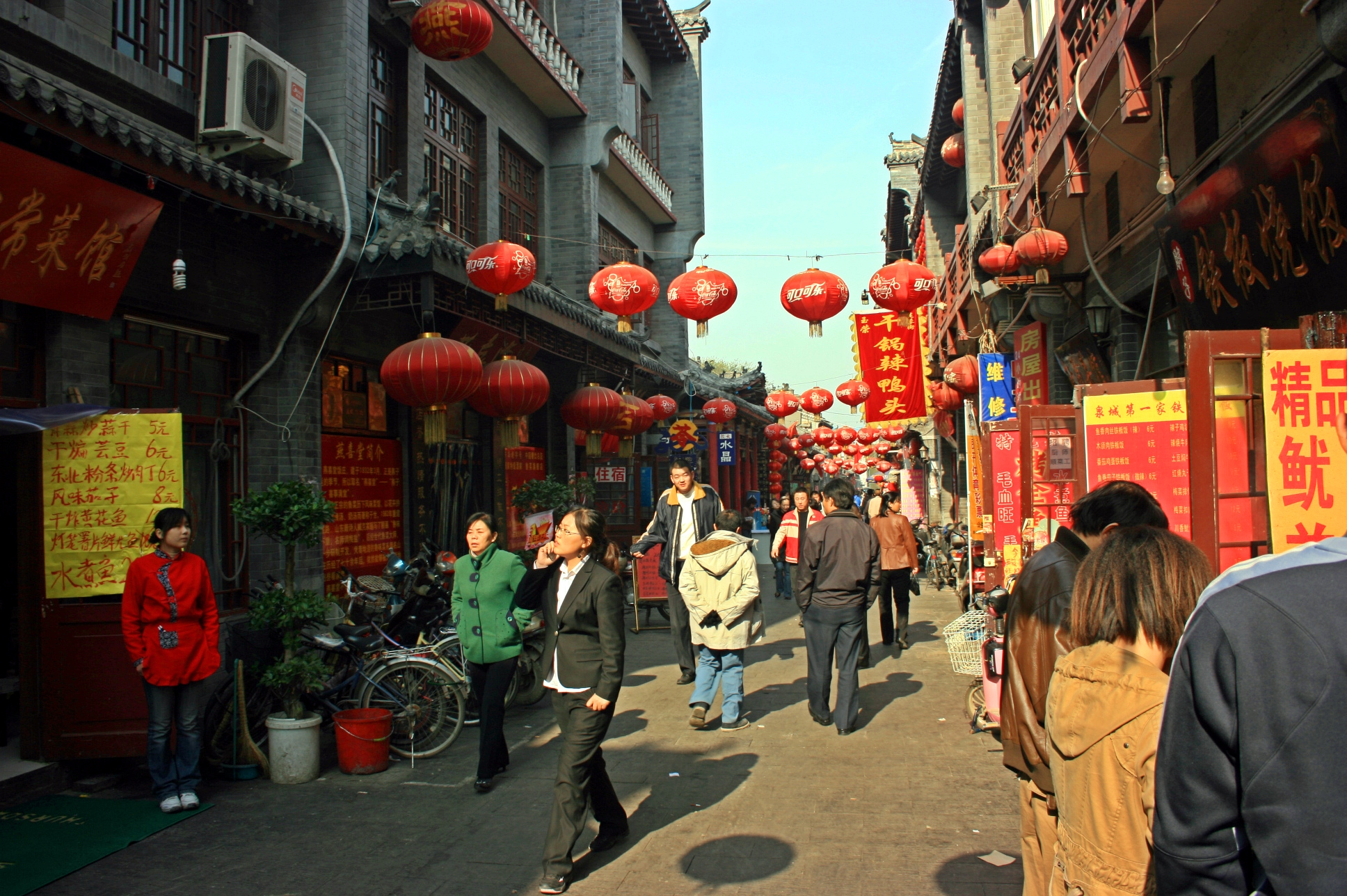
完成一期改造后的芙蓉街（1）
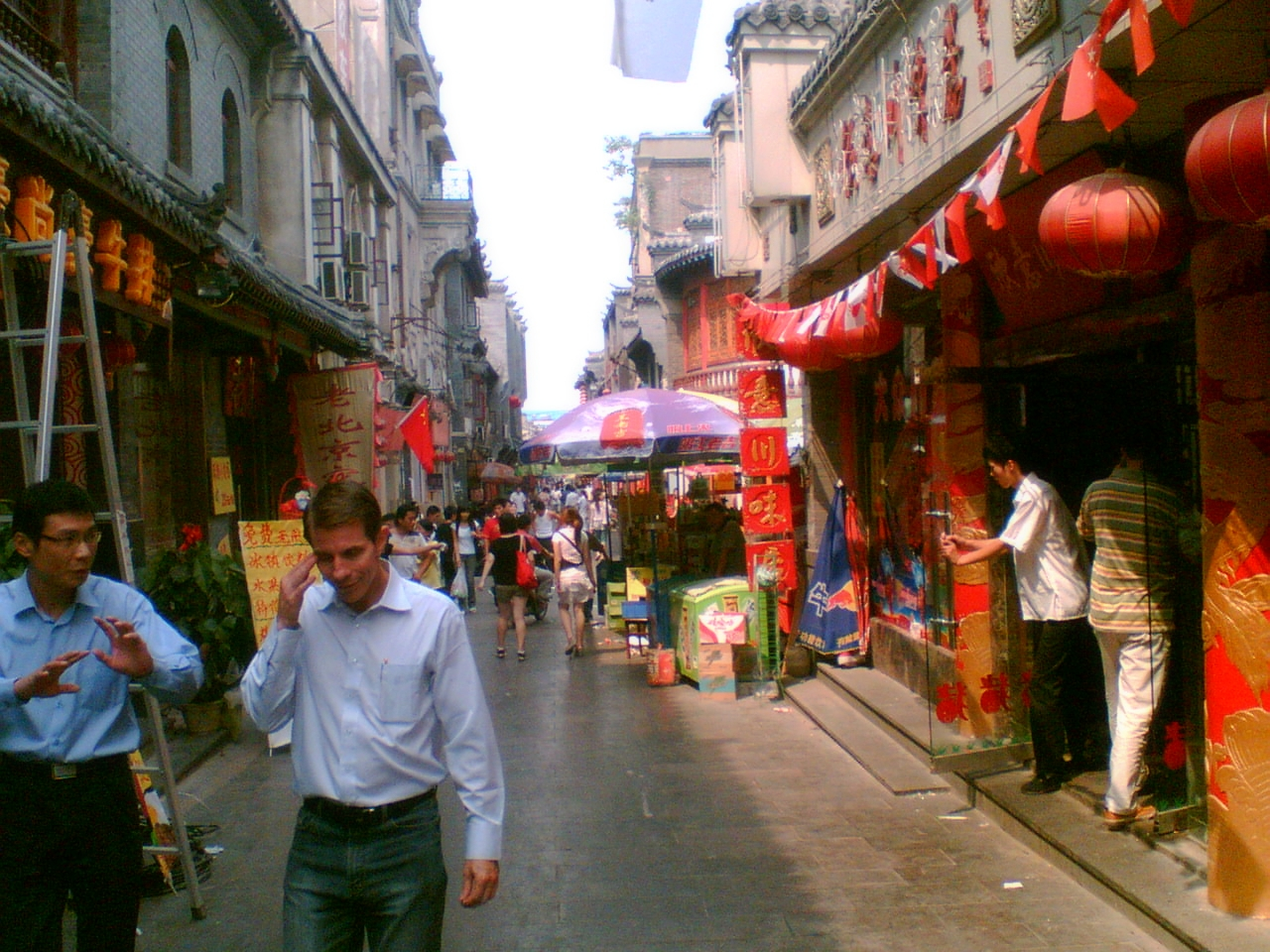
完成一期改造后的芙蓉街（2）